# Платан у Нижньому Місхорі
Платан у Нижньому Місхорі. 6,70 м в обхваті. Висота 32 м. Вік 200 років. Один з найбільших і старих платанів в Криму і Україні. Росте в Криму по вул. Водовозова, буд. 1 в Нижньому Місхорі, в його верхній частині. У 2013 р. отримав статус ботанічної пам'ятки природи за ініціативи Київського еколого-культурного центру.

## Ресурси Інтернету
- Фотогалерея самых старых и выдающихся деревьев Украины

## Виноски
1. 1 2   Шнайдер С. Л., Борейко В. Е., Стеценко Н. Ф. 500 выдающихся деревьев Украины. — К.: КЭКЦ, 2011. — 203 с.